# Bombus fragrans
Bombus fragrans là một loài Hymenoptera trong họ Apidae. Loài này được Pallas mô tả khoa học năm 1771.